# Adam Diment
Adam Diment est un romancier anglais né en 1943, auteur de quatre romans d'espionnage particulièrement représentatifs de l'effervescence culturelle des années 1960 en Angleterre. Il connaît le succès mais disparaît ensuite totalement de la vie publique au cours des années 1970.
Diment met en scène dans tous ses romans un personnage récurrent, un espion nommé Philip McAlpine et dont les mœurs sont très libérales, voire libertines.

## Romans
- The Dolly Dolly Spy (Un espion à croquer), 1967
- The Great Spy Race (Le rallye des espions), 1968
- The Bang Bang Birds (Les poupées bang-bang), 1968
- Think, Inc, 1971